# Milan Kužela
Milan Kužela (* 27. April 1946 in Bratislava, Tschechoslowakei) ist ein ehemaliger slowakischer Eishockeyspieler und jetziger -trainer. Er spielte 15 Jahre lang für Slovan Bratislava in der 1. Liga der Tschechoslowakei als Verteidiger und nahm mit der tschechoslowakischen Nationalmannschaft an vier Weltmeisterschaften teil.

## Karriere als Spieler
Milan Kužela begann seine Karriere 1957 im Nachwuchs von Slovan Bratislava. 1964, im Alter von 18 Jahren, gab er sein Debüt in der 1. Liga, der höchsten Spielklasse der ČSSR. In den folgenden 14 Spielzeiten spielte Kužela ausschließlich für Slovan und wurde mit seiner Mannschaft, die er als Mannschaftskapitän anführte, in der Spielzeit 1978/79 Tschechoslowakischer Meister. 1980 wechselte er für eine Spielzeit zu Lokomotiv Zvolen, bevor er 1981 zu Slovan zurückkehrte und ein Jahr später seine Karriere beendete. Insgesamt erzielte er in der tschechoslowakischen Liga 62 Tore in 532 Partien. Mit seinen 532 Partien in der höchsten Spielklasse der ČSSR liegt er auf Platz drei hinter Vladimír Dzurilla (571 Partien) und Richard Ujváry (544 Partien).

### International
Neben seinen Erfolgen auf Vereinsebene war Kužela in den frühen 1970er Jahren Stammspieler der tschechoslowakischen Nationalmannschaft. Gleich bei seiner ersten Weltmeisterschaft, 1972, wurde er Weltmeister. In den folgenden zwei Jahren gewann er jeweils eine Bronze- und Silbermedaille. Bei der Weltmeisterschaft 1979 gewann er eine weitere Silbermedaille. Insgesamt absolvierte er 86 Spiele im Nationaltrikot, in denen er fünf Tore erzielte.

## Karriere als Trainer
Nach Beendigung seiner Spielerkarriere arbeitete Kužela als Spielertrainer beim HK Nové Zámky (1983/84) und Chirana Piešťany (1984/85). Später ging er ins westeuropäische Ausland zum Bayernligisten ESV Burgau, wo er bis 1992 als Spielertrainer arbeitete. Danach wurde Trainer der U18-Junioren von Slovan Bratislava und HC Danubie Bratislava. Später war er Chefcoach des Schweizer Drittligisten EHC Fletschhorn Saas-Grund. Seit einigen Jahren lebt er in Italien und betreut dort einen lokalen Eishockeyverein.
2004 wurde er für seine Verdienste mit der Aufnahme in die Slowakische Hockey Hall of Fame geehrt.

## Erfolge und Auszeichnungen
- Weltmeisterschaft 1972: Gewinn der Goldmedaille
- Weltmeisterschaft 1973: Gewinn der Bronzemedaille
- Weltmeisterschaft 1974 und 1979: Gewinn der Silbermedaille
- Tschechoslowakischer Meister 1978/79 mit Slovan Bratislava
- Aufnahme in die Slowakische Hockey Hall of Fame 2004